# 丝叶芹
丝叶芹（学名：Scaligeria setacea）是伞形科丝叶芹属的植物。分布在中亚以及中国大陆的新疆等地，见于林下、山地草坡及灌木丛中，目前尚未由人工引种栽培。